# Nishapur
Nishapur (in armeno Niu-Shapuh, in arabo Naysābūr o Nīsābūr; in persiano نیشابور‎, Neyshâpūr) è un'importante città dell'Iran, nella provincia del Razavi Khorasan, e capoluogo dell'omonimo shahrestān.
Fu una delle quattro grandi città del Grande Khorasan insieme a Merv, Herat e Balkh dai primi anni di califfato islamico sino all'invasione mongola. Oggi le sue dimensioni sono decisamente ridotte rispetto all'antichità: al 2006 contava oltre 205 972 abitanti (ma la sua area metropolitana arrivava a contarne 441 184). È uno dei più rilevanti centri industriali, politici e socio-culturali del Paese.
Nīshāpūr è nota per aver dato i natali al muhaddith Muslim ibn al-Ḥajjāj (817 – 870), al matematico, astronomo e poeta persiano ʿUmar Khayyām e al poeta Farid al-Din 'Attar.

## Geografia fisica
Nishapur si trova a un'altitudine di 1.193 m s.l.m. sul lato orientale di una pianura circondata da colline, tra cui la catena dei monti Binalud a nord e a est, che la separa dalla valle di Mashhad. Da questa catena montuosa nascono diversi fiumi che irrigano le terre agricole di Nishapur prima di disperdersi nel Dasht-e Kavir a ovest.

## Origine del nome
Il nome della città deriva da Nēw-Shāhpūr ("Il bel Sapore"). Ai tempi di Yaqut il suo nome veniva pronunciato come Nīshāwūr. Occasionalmente portò il titolo ufficiale onorifico di Īrānshahr.

## Storia
La città venne fondata dallo Shāhanshāh sasanide Sapore I, figlio di Ardashīr I, che aveva ucciso il turaniano Pahlūzhak (Pālūzhak), sebbene alcuni autori affermino che fosse stata fondata da Sapore II. A quei tempi fu capitale dell'Abarshahr e residenza fissa dell'imperatore Yazdgard II. Sulle colline di Rōwand a nord-ovest della città si trovava uno dei tre templi del Fuoco più sacri dei sasanidi, ovvero quello di Burzīn-Mihr.
Fu conquistata dagli Arabi musulmani guidati dal governatore di Bassora ʿAbd Allāh b. ʿĀmir nel 651 o 652. All'epoca la città era insignificante e priva di guarnigione, sino a quando il governatore tahiride del Khorasan 'Abd Allah ibn Tahir ne fece sua capitale. Favorita dal suo clima salubre, la città divenne più importante della stessa Merv sotto il profilo politico, letterario ed economico, affermandosi anche come centro tessile di grande rinomanza, in particolare per i lussuosi khattābī e saqlatūn.
Nishapur perse lo status di capitale provinciale quando l'emiro saffaride Ya'qub ibn al-Layth al-Saffar conquistò il Khorasan nel 873. A quel punto, per circa 30 anni il controllo della città oscillò tra i saffaridi e vari signori della guerra e avventurieri militari come Rāfiʿ b. Harthama, fino a quando passò sotto il controllo del samanide Isma'il I nel 900, che ne fece di nuovo capitale provinciale. La prosperità generale della città si rifletteva nella formazione di una influente borghesia composta da mercanti, artigiani, funzionari, studiosi e figure religiose delle scuole hanafite e sciite, oltre che dei loro rivali come la setta della Karramiyya. Alcuni studiosi illustri provenienti da Nishapur furono 'Abd al-Malik b. Yusuf al-Juwayni e suo figlio al-Ḥaramayn Abū al-Maʿālī, il tradizionista al-Ḥākim al-Naysābūrī, nonché ambiziosi statisti come il ministro di Mahmud di Ghazna, Ḥasanak Mikali.
I geografi arabi descrivono la Nishapur samanide come una città densamente popolata composta dalla cittadella, dalla città vera e propria e da un sobborgo esterno dove si trovava la moschea principale, nelle cui vicinanze vi erano il mercato pubblico chiamato al-Muʿaskar, il palazzo del governatore, una seconda piazza chiamata Maydān al-Ḥusayniyyīn e il carcere. Grazie ai numerosi canali che irrigavano la zona, la provincia di Nishapur era la più fertile del Khorasan.
Dopo il periodo samanide la città fu colpita da una grave carestia nel 1011. Agli inizi del XI secolo era il centro della Karramiyya. Venne occupata dal selgiuchide Toghrul Beg nel 1037 e ne divenne la sua capitale. Venne danneggiata da frequenti terremoti (1145, 1208 e 1280).
Nel 1221 venne saccheggiata da Gengis Khan e il suo periodo d'oro terminò, tuttavia riuscì a riprendersi anche grazie alla sua ricostruzione nell'area di Shādyākh. Nel XIV secolo Hamdallah Mustawfi la descrisse come una città molto fiorente con estese mura difensive, mentre Ibn Baṭṭūṭa la definì "la piccola Damasco" per la sua fertilità e produttività. La città avrebbe gradualmente perso importanza sino a una lieve ripresa nel XIX secolo. Nel 1890 le mura civiche erano in rovina, tuttavia i resoconti di George Curzon, I marchese Curzon di Kedleston, offrono una descrizione positiva di Nishapur, lodandone la fertilità e l'estrazione mineraria di turchese nell'area di Bār-i Maʿdin.

## Infrastrutture e trasporti
Nishapur è servita dalla linea ferroviaria Teheran-Mashhad.